# José María Rosa
José María Rosa (Buenos Aires, 20 de agosto de 1906 - Buenos Aires, 2 de julio de 1991), también conocido como «Pepe» Rosa, fue un abogado, juez, profesor universitario, historiador y diplomático argentino. Fundador de la Revista Línea, fue uno de los historiadores más representativos del revisionismo histórico en ese país.

## Biografía

### Orígenes
Nació en Buenos Aires el 20 de agosto de 1906, en el seno de una familia tradicional cuyo bisabuelo, Vicente Rosa, había llegado desde España en 1828.  Su abuelo, José María, abogado de prestigio, fue Ministro de Hacienda de la administración de Julio Roca y de Roque Sáenz Peña. Su padre, también llamado José María Rosa fue un militar que se desempeñó como interventor federal de facto de la provincia de Mendoza tras la revolución de 1930.
Se recibió de abogado a la temprana edad de 20 años y luego de un breve paso de ejercicio de la profesión y luego como juez de instrucción se dedica a la enseñanza, tanto en cátedras universitarias como secundarias.  De su experiencia como Juez en Santa Fe sale su primer libro "Más allá del código". 
En 1931 contrajo matrimonio con María Luisa Julia Delfina Bunge, con quien tuvieron tres hijos y una hija, llamados José María, Eduardo Manuel, Juan Ignacio y Lucila.

### Trayectoria y militancia
Residió en Santa Fe, donde comenzó su militancia en el Partido Demócrata Progresista. Al mismo tiempo daba clases de Historia de las Instituciones en la Facultad de Derecho. En esa ciudad, junto con otros estudiosos de la historia fundó en 1938 el "Instituto de Estudios Federalistas", desde donde se dictaron conferencias, se establecieron lazos con entidades similares en el país y en el exterior y a través de ellas se perfiló una vigorosa corriente de los que buscaban "revisar" la historia y sobre todo mirarla desde un ángulo social.  En 1942 sale su primer libro de historia Argentina, "Defensa y Pérdida de nuestra independencia Económica" principio de una larga serie de publicaciones, algunas de las cuales se cuentan en estas páginas.
Completó sus estudios doctorándose con la tesis "Orígenes místicos del estado" que es también tema de su segundo libro, de 1936:  "Interpretación Religiosa de la Historia", donde examina la historia como La sociedad en el tiempo, descartando las visiones institucionales, raciales, periodísticas o épicas.
Con el tiempo, su interés por la Historia Argentina lo fue alejando de la Democracia Progresista para asumir posturas más ligadas al nacionalismo. En 1945, esta militancia le produjo desinteligencias con el rectorado y algunos centros de estudiantes, por lo que decidió radicarse en Buenos Aires, donde se incorporó a la Alianza Libertadora Nacionalista. En 1946 fue candidato a diputado nacional por ese espacio, que presentaba listas propias a legisladores al tiempo que apoyaba la candidatura presidencial de Juan Domingo Perón.
Desde ese momento centra su actividad en la Universidad de La Plata, ejerciendo también la cátedra en colegios secundarios. Por entonces publica "Nos Los Representantes del Pueblo", "La Misión García ante Lord Strangford" y "El Cóndor Ciego".
Fue presidente del Instituto de Investigaciones Históricas Juan Manuel de Rosas en 1951, al cual se había acercado ya en 1941 y colaborador en la revista de dicha institución. 

### Prisión y exilio
En 1955, después de la Revolución Libertadora, fue despedido de sus cargos. Al año siguiente, durante la dictadura de Pedro Eugenio Aramburu, fue encarcelado en ocasión de la detención de su amigo John W. Cooke, a quién había dado refugio en su casa. Luego de pasar 70 días en prisión sale para militar, ahora más activa y decididamente, enrolándose en el intento de golpe de estado del general Valle el 9 de junio de 1956. Consigue pasar a Montevideo y de allí, aceptando una invitación del Instituto de Cultura Hispánica, que le promete la edición de su libro "La Caída de Rosas" Viaja a España donde permanece hasta 1958, ejerciendo el periodismo y dando conferencias en distintos ámbitos.  Vuelve para vivir de lo que le producen sus publicaciones y artículos y eventuales cursos de historia, que da permanentemente en sindicatos de todo el país. Entre 1955 y 1970 realiza publicaciones en los semanarios nacionalistas "Azul y Blanco" y "Segunda República" que dirigían Marcelo Sánchez Sorondo, Ricardo Curutchet y Luis Rivet, y cuya redacción funcionaba en el estudio del Dr. Jorge Ramos Mejía en la calle Charcas 684 de la Ciudad de Buenos Aires. 
Su actividad tiene como marco el Instituto de Investigaciones Históricas Juan Manuel de Rosas, entidad de la que fue presidente en varias oportunidades. De esa época son sus libros  "Rivadavia y el Imperialismo Financiero" y "La Guerra del Paraguay y las Montoneras Argentinas". A raíz de esta última publicación su nombre pasa a ser muy conocido en el Paraguay, a donde es invitado permanentemente a dar conferencias o asistir a eventos relacionados con el prócer máximo paraguayo.  Mientras tanto participa activamente en lo que se llamó la Resistencia Peronista convirtiéndose en uno de sus referentes más respetados y queridos. Es en ese período que el movimiento Peronista, antes indiferente toma con entusiasmo las banderas revisionistas y las hace suyas.  Rosa integraría la comitiva de notables que van a buscar a Perón en el famoso vuelo chárter del 17-11-72.   
Para entonces ya se había publicado su HISTORIA ARGENTINA. obra en 13 tomos a los que luego de su muerte se le agregaron cuatro más. El General Perón, dispone que se haga cargo de la embajada en Asunción, considerando que su prestigio en Paraguay pudiese ser positivo para los intereses nacionales dado que en ese tiempo se jugaban en las cotas de altura de la represa de Corpus, la factibilidad de construir Yaciretá.

### Tras la muerte de Perón
Muerto Perón, tuvo desinteligencias con el canciller Vignes y optó por aceptar la embajada en Atenas, donde permaneció hasta el golpe militar de 1976.  En ese momento regresó a Buenos Aires, donde encontró que sus libros eran retirados de las bibliotecas.  Para ejercer la oposición a la dictadura fundó la revista "Línea", que llevaba el subtítulo "la voz de los que no tienen voz". Al regresar la democracia, editó “Perón. Treinta años que conmovieron la política argentina”, en 5 tomos.  
Mientras tanto continuó con la publicación de libros y artículos en algunos medios que poco a poco se animaban a expresarse.  Su última batalla, que le costó el alejamiento de algunos amigos "nacionalistas" fue sobre la cuestión del diferendo con Chile acerca de la posesión del Canal de Beagle, que casi había llevado a Argentina y Chile a una guerra. Falleció el 2 de julio de 1991.

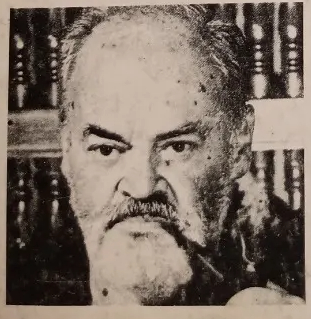
José María Rosa en el año 1981

## Obras
Su obra pertenece a la corriente revisionista argentina que se opone a la historia oficial de ese país, presentando a Juan Manuel de Rosas, autócrata del siglo XIX, como un líder benévolo y autoritario que serviría de modelo al líder carismático que esperaban los nacionalistas del siglo XX.  
Reaccionando al pedido que Rosa formulara el día de la repatriación de los restos de Rosas, en 1974 la Presidente María Estela Martínez de Perón declaró el día 20 de noviembre, en conmemoración de la Batalla de la Vuelta de Obligado, Día de la Soberanía Nacional. 
Algunas de sus obras son:
- Más allá del código (1933)
- Defensa y pérdida de nuestra independencia económica (1943)
- Artigas, prócer de la nacionalidad (1949)
- La misión García ante Lord Strangford (1951)
- El cóndor ciego. La extraña muerte de Lavalle  (1952)
- Nos, los representantes del pueblo (1955)
- Del municipio indiano a la provincia argentina (1958)
- La caída de Rosas (1958)
- El pronunciamiento de Urquiza  (1960)
- Artigas, la Revolución de Mayo y la unidad hispano-americana (1960)
- El revisionismo responde (1964)
- Rivadavia y el imperialismo financiero (1964)
- La guerra del Paraguay y las montoneras argentinas (1965)
- Doctores, militares e ingleses en la independencia nacional (1968)
- Historia del revisionismo (1968)
- Rosas, nuestro contemporáneo (1970)
- El fetiche de la constitución (1984)
- Historia Argentina, 13 Tomos
- Perón. 30 años que conmovieron la política argentina (1987)

## Lazos familiares
No debe ser confundido con:
- su abuelo, José María Rosa (padre), quien se desempeñó dos veces como Ministro de Hacienda de los presidentes Julio A. Roca (1898-1904) y Roque Sáenz Peña (1910-1914);
- su padre, José María Rosa (hijo), quién se desempeñó como interventor federal de Mendoza y fue accionista del diario El Pampero.

En 1931 contrae matrimonio con María Luisa Julia Delfina Bunge, con quien tuvieron tres hijos y una hija, de nombre(s) José María, Eduardo Manuel, Juan Ignacio y Lucila.
En 1954 contrae matrimonio con Ana María Rocca, con quien tuvo un hijo llamado Vicente, que nació el 14 de febrero de 1958 en Madrid, España. Regresó a la Argentina luego del exilio de su padre, llegando a poseer un destacado puesto en Aerolíneas Argentinas.